# René de Castéra
Pour les articles homonymes, voir Castéra.
René d'Avezac de Castéra est un compositeur français né à Dax le 3 avril 1873 et mort à Angoumé (Landes) le 8 octobre 1955.

## Biographie

### Jeunesse et études
René d’Avezac de Castéra naît le 3 avril 1873 à Dax. Il est le troisième fils d’Armand d’Avezac de Castéra, magistrat et descendant par sa mère du peintre Arnould de Vuez, et de Léonie de Corta, fille de l’homme politique Charles Corta et soeur du peintre Paul Joseph Corta. Avec ses deux frères, Carlos et Gaston, il reçoit une éducation artistique poussée. Les deux premiers se dédient à la peinture tandis que René se lance dans la musique. Il étudie au collège de Dax, puis est repéré par le pianiste Francis Planté qui le fait entrer au conservatoire de Paris. Il y devient l’élève d’Édouard Risler. En 1894, il rejoint la Schola Cantorum de Charles Bordes. Ce dernier le remarque et lui propose de devenir membre de la première promotion de l’école.

### Carrière
En 1897, René d’Avezac de Castéra effectue un voyage initiatique à Bayreuth. En 1898, il se lie d’amitié avec son professeur de piano, Isaac Albéniz. Castéra forme alors un quatuor avec Blanche Selva, Carlos et Déodat de Séverac. L’été, dans leur maison familiale d’Angoumé, les Castéra reçoivent Blanche Selva, Séverac, Albéniz, Maurice Denis, Paul-Jean Toulet, Vincent d'Indy, Joseph Canteloube ou Albert Roussel. Dans les salles de concert, René de Castéra côtoie aussi Ermend-Bonnal, Pierre de Bréville, Ernest Chausson, Claude Debussy, Paul Dukas, Gabriel Fauré, Paul Le Flem, Marcel Labey, Guy de Lioncourt ou Gustave Samazeuilh. Il travaille quelque temps comme « nègre », puis devient critique musical pour L’Occident, La Tribune de Saint-Gervais et Les Tablettes de la Schola. Il devient ensuite secrétaire de la Schola. Il fonde en 1902 une société d’édition mutuelle pour favoriser la publication d’œuvres de compositeurs et la préside jusqu’en 1919. En parallèle, lors des vacances à Angoumé, il compose des mélodies inspirées des Landes et du Pays basque. En 1908, il accompagne Blanche Selva lors d’une tournée en Russie et épouse Claire L’Hopital (1886-1957).

### Retour dans le Sud-Ouest
Sa mère meurt en 1919 tandis qu’il est forcé de s’installer dans les Landes à cause de problèmes financiers. Son cinquième enfant naît en 1920 et Maurice Denis effectue pour l’occasion un portrait de la famille. À cette époque, il est membre de la Schola de Saint-Jean-de-Luz, du cercle littéraire des amis du lac d'Hossegor, de la société des amis de la musique de Bayonne, de l'association des concerts Jean-Rameau et vice-président de la Société Maurice Bordes. Il fonde à Dax la société des amis de la musique et des belles-lettres qui organise de nombreuses conférences et concerts avec des invités prestigieux. Après la Seconde Guerre mondiale, il compose Rondes et chansons landaises en collaboration avec Loÿs Labèque. Il meurt le 8 octobre 1955 à Angoumé d’une crise cardiaque provoquée par une grippe.

## Principales œuvres
- Serenata pour piano
- Sur un Noël basque pour orgue
- Chansons populaires des Landes, harmonisation
- Chansons et rondes des Landes (Loÿs Labèque)
- Chansons de Shakespeare pour chœur et piano
- Mélodies pour voix et piano
- Sonate pour violon et piano
- Trio pour violon, violoncelle et piano
- Concert pour piano, violoncelle, flûte et clarinette
- Lent et grave, pour violoncelle et piano
- Sicilienne, violoncelle et orchestre ou violoncelle et piano
- Jour de fête au Pays basque, poème symphonique
- Nausicaa, ballet-pantomime avec chœurs

## Discographie
- Musique de chambre volume 1 : Sonate, Trio, Lent et grave par l'Ensemble Joseph Jongen, collection du Festival International Albert Roussel, Recital RCP 075, 2007
- Musique de chambre volume 2 : Concert, Trio, Sicilienne par les musiciens de l'Orchestre du Metropolitan Opera de New York, collection du Festival International Albert Roussel, Azur Classical AZC, 2013
- Œuvres pour piano : serenata, berceuse, valse lente, par Patrick Le Junter, incluses dans l'album Ballade landaise, collection du Festival International Albert Roussel, Azur Classical, 2013